# Йохан Стрідом
Ґерт Йоганнес (Йохан) Корнеліус Стрідом (нар. 17 січня 1938, Очиваронго) — намібійський суддя та колишній глава Верховного суду Намібії.

## Біографія
Йохан Стрідом народився та ріс у місті Очиваронго, де працював банківським службовцем. З 1959 по 1963 рік навчався в Стелленбоському університеті, де отримав наукові звання бакалавра мистецтв і бакалавра права. У 1964 році працював прокурором у Віндгуці. У 1965 році його прийняли до колегії адвокатів де в 1982 році він отримав старший статус. У 1983 році він був призначений суддею Верховного суду Південно-Західної Африки.
У березні 1999 року Стрідома було призначено главою Верховного суду Намібії, замінивши південноафриканця Ісмаїла Махомеда і пробувши на цій посаді до червня 2003 року. Стрідома було призначено тимчасовим Верховним суддею Намібії у 2003 році, він пробув на цій посаді до вересня 2004 року.
Протягом наступних декількох років, Стрідом неодноразово призначався суддею Конституційного суду Намібії, востаннє на цій посаді він перебував у 2016 році.